# Mitte-Nord (okręg administracyjny Frankfurtu nad Menem)
Mitte-Nord, Frankfurt-Mitte-Nord – 9. okręg administracyjny (Ortsbezirk) we Frankfurcie nad Menem, w kraju związkowym Hesja, w Niemczech. Liczy 48 086 mieszkańców (31 grudnia 2013) i ma powierzchnię 8,82 km². 

## Dzielnice
W skład okręgu wchodzą trzy dzielnice (Stadtteil): 
1. Dornbusch
2. Eschersheim
3. Ginnheim